# یواس‌اس مگوفین (ای‌پی‌ای-۱۹۹)

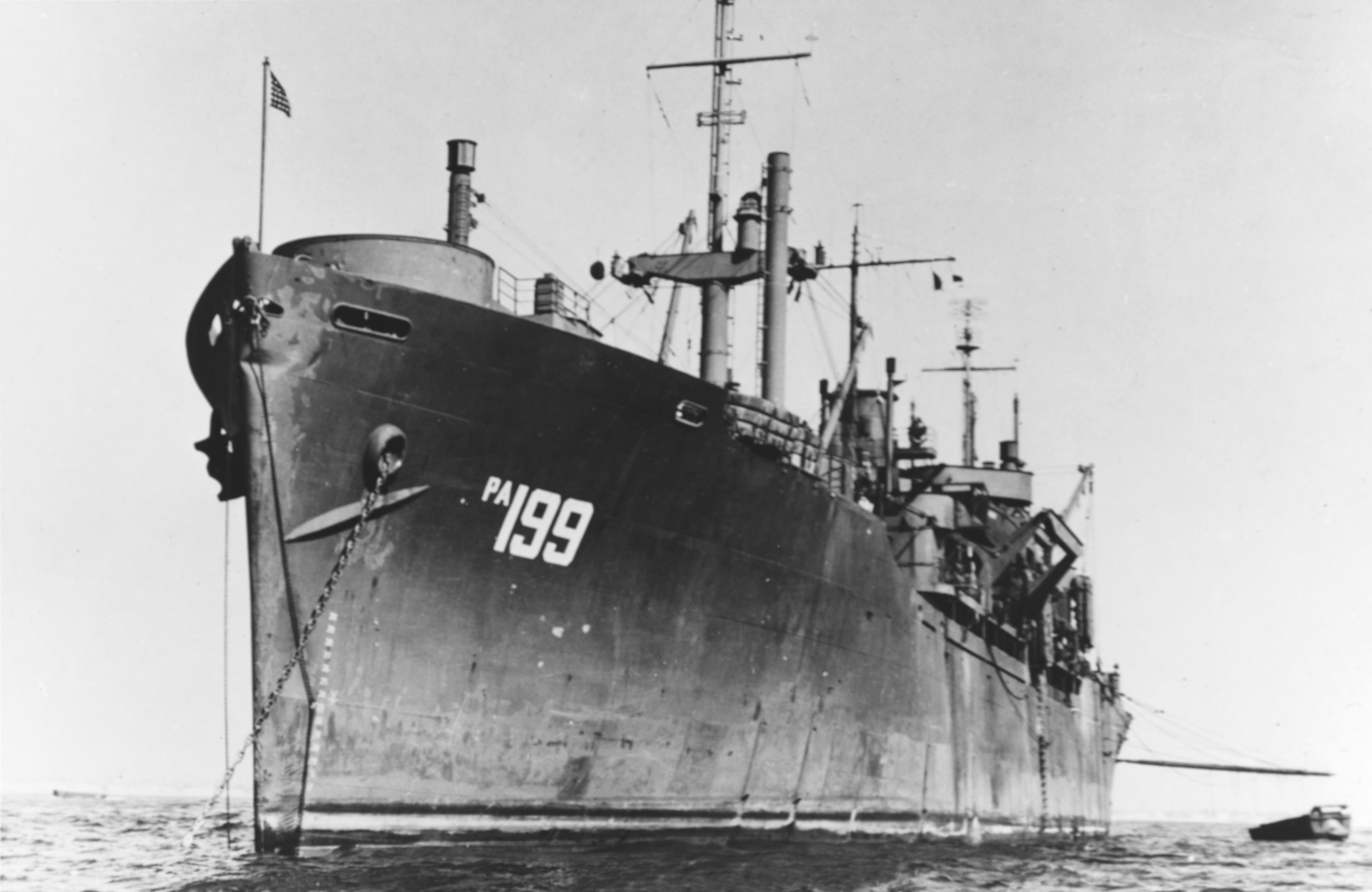
یواس‌اس مگوفین در لنگرگاه به سال ۱۹۴۵

یواس‌اس مگوفین (ای‌پی‌ای-۱۹۹) (به انگلیسی: USS Magoffin (APA-199)) یک کشتی بود که طول آن ۴۵۵ فوت ۰ اینچ (۱۳۸٫۶۸ متر) بود. این کشتی در سال ۱۹۴۴ ساخته شد.